# Станислав Жеков
Станислав Желев Жеков е български футболист, централен защитник. Роден е на 6 февруари 1980 г. в Бургас. Играч на Несебър. Той започва да се занимава с футбол в ДЮШ на ПФК Нефтохимик. Преминава през всички възрастови групи, като е редовен участник и в юношеските национални отбори. Участник е на Балканиада до 17 години, проведена през 1996 година в Македония, където успява да вкара изравнителен гол за 3:3 срещу отбора на Гърция. Изиграва всички мачове като титуляр. През 1995 - 1996 година печели титлата в силния шампионат на дублиращите отбори с Нефтохимик, където е един от най-младите участници в цялата група и най-младият футболист на Нефтохимик. Отборът му печели титлата в конкуренцията на ЦСКА и Левски. Треньори на отбора са покойният вече Стоян Попов и Неделчо Матушев като помощник-треньор. Има и други отличия с формациите на Нефтохимик. Едва на 16 години е поканен от Димитър Димитров - Херо да тренира с първия състав на Нефтохимик. Станислав Жеков става и шампион на военното първенство с отбора на ВМТ 97, където е капитан на отбора.
След кратък престой във ФК Слънчев бряг, където изиграва силни мачове и отбелязва решителни голове, се завръща в родния си клуб Нефтохимик. Силното му представяне продължава и става откритието на сезона за Нефтохимик в престижна класация. През 2002 година Жеков е преотстъпен на варненския Спартак, който тогава е с елитен статут. След изключително силен сезон Жеков е в топ 3 на централните защитници на елита, като пред него са единствено националите Росен Кирилов и Живко Желев. След този сезон идват множество оферти от родни и чужди клубове. Но това съвпада със завръщането на Димитър Димитров - Херо в Бургас и желанието му Жеков да се завърне обратно в Нефтохимик, чиято собственост е.
Извън Бургас Жеков играе за отборите на ПФК Монтана и ПФК Лудогорец. С последния Тачо печели промоция за елита. Следва трансфер в Индонезия, където той играе в ISL (Indonesia Super League) с отбора на Pelita Jaya FC и в IPL (Indonesia Premier League) с фланелката на Persmeman Manokwari. В отбора на Pelita Jaya FC са играли Марио Кемпес (световен шампион с Аржентина) и Роже Мила (легендарен камерунски футболист).
След 2-годишния престой в Индонезия, Тачо се завръща в България и продължава кариерата си тук, като прави и първите си стъпки в треньорската професия като помощник треньор на Ангел Стойков.
През сезон 2019-2020 Жеков е треньор на юноши старша възраст (р. 2001-2002 г.) в ОФК Несебър. С този отбор печели шампионската титла, като отборът му няма нито една допусната загуба и печели правото за участие в елитна група до 19 години, в която обаче ОФК Несебър отказват участие поради финансови причини.